# غاري بورتر
غاري بورتر (بالإنجليزية: Gary Porter)‏ (6 مارس 1966 بسندرلاند في المملكة المتحدة - ) هو لاعب كرة قدم بريطاني في مركز الوسط. شارك مع منتخب إنجلترا تحت 21 سنة لكرة القدم. أما مع النوادي، فقد لعب مع نادي واتفورد ونادي والسول ونادي سكاربورو ونادي بوسطن يونايتد.

## وصلات خارجية
- غاري بورتر على موقع قاعدة بيانات كرة القدم.إي يو (الإنجليزية)